# Chiuriak
Chiuriak (ros. Хюряк) – wieś w Rosji, w Dagestanie, w rejonie tabasarańskim. W 2010 liczyła 420 mieszkańców.